# A Fair Exchange (film 1909)
A Fair Exchange è un cortometraggio muto del 1909 diretto da David W. Griffith.
È la prima trasposizione cinematografica di un romanzo di George Eliot. Il soggetto del film è tratto da Silas Marner, romanzo che venne poi adattato per il cinema numerose volte.

## Produzione
Il film fu prodotto dalla Biograph Company. Venne girato a Cuddebackville, New York.

## Distribuzione
Distribuito dalla Biograph Company, il film - un cortometraggio di una bobina - uscì nelle sale cinematografiche statunitensi il 23 settembre 1909.